# Campeonato Europeo de Atletismo
El Campeonato Europeo de Atletismo es la máxima competición de atletismo a nivel europeo. Es organizado desde 1934 por Atletismo Europeo, antes Asociación Europea de Atletismo (AEA). Inicialmente tenía lugar cada cuatro años, en los años pares no olímpicos, pero desde la edición de 2010 pasó a celebrarse todos los años pares.
Las pruebas disputadas son las mismas que en los Juegos Olímpicos o Campeonatos Mundiales, si bien en las ediciones correspondientes a años olímpicos el programa se ve ligeramente reducido: la media maratón sustituye a la maratón y no se disputa la prueba de 35 km marcha.

## Ediciones
| Núm.        | Año  | Sede       | País           | Estadio                         | Países | Atletas |
| ----------- | ---- | ---------- | -------------- | ------------------------------- | ------ | ------- |
| I           | 1934 | Turín      | Italia         | Estadio Benito Mussolini        | 22     | 220     |
| II          | 1938 | París      | Francia        | Estadio Olímpico Yves-du-Manoir | 23     | 273     |
| II          | 1938 | Viena      | Alemania       | Praterstadion                   | 15     | 78      |
| III         | 1946 | Oslo       | Noruega        | Estadio Bislett                 | 20     | 354     |
| IV          | 1950 | Bruselas   | Bélgica        | Estadio de Heysel               | 21     | 454     |
| V           | 1954 | Berna      | Suiza          | Estadio Neufeld                 | 28     | 690     |
| VI          | 1958 | Estocolmo  | Suecia         | Estadio Olímpico de Estocolmo   | 27     | 627     |
| VII         | 1962 | Belgrado   | Yugoslavia     | Estadio JNA                     | 29     | 668     |
| VIII        | 1966 | Budapest   | Hungría        | Népstadion                      | 30     | 769     |
| IX          | 1969 | Atenas     | Grecia         | Estadio Georgios Karaiskakis    | 30     | 675     |
| X           | 1971 | Helsinki   | Finlandia      | Estadio Olímpico de Helsinki    | 29     | 871     |
| XI          | 1974 | Roma       | Italia         | Estadio Olímpico de Roma        | 29     | 747     |
| XII         | 1978 | Praga      | Checoslovaquia | Estadio Evžena Rošického        | 29     | 884     |
| XIII        | 1982 | Atenas     | Grecia         | Estadio Olímpico de Atenas      | 30     | 776     |
| XIV         | 1986 | Stuttgart  | RFA            | Neckarstadion                   | 31     | 880     |
| XV          | 1990 | Split      | Yugoslavia     | Estadio Poljud                  | 33     | 915     |
| XVI         | 1994 | Helsinki   | Finlandia      | Estadio Olímpico de Helsinki    | 43     | 1129    |
| XVII        | 1998 | Budapest   | Hungría        | Népstadion                      | 44     | 1217    |
| XVIII       | 2002 | Múnich     | Alemania       | Estadio Olímpico de Múnich      | 47     | 1168    |
| XIX         | 2006 | Gotemburgo | Suecia         | Estadio Ullevi                  | 48     | 1263    |
| XX          | 2010 | Barcelona  | España         | Estadio Olímpico Lluís Companys | 50     | 1285    |
| XXI         | 2012 | Helsinki   | Finlandia      | Estadio Olímpico de Helsinki    | 50     | 1185    |
| XXII        | 2014 | Zúrich     | Suiza          | Letzigrund                      | 50     | 1334    |
| XXIII       | 2016 | Ámsterdam  | Países Bajos   | Estadio Olímpico de Ámsterdam   | 51     | 1339    |
| XXIV        | 2018 | Berlín     | Alemania       | Estadio Olímpico de Berlín      | 50     | 1449    |
| (cancelado) | 2020 | París      | Francia        | Estadio Sébastien Charléty      | —      | —       |
| XXV         | 2022 | Múnich     | Alemania       | Estadio Olímpico de Múnich      | 48     | 1540    |
| XXVI        | 2024 | Roma       | Italia         | Estadio Olímpico                |        |         |
| XXVII       | 2026 | Birmingham | Reino Unido    | Alexander Stadium               |        |         |
| XXVIII      | 2028 | Chorzów    | Polonia        | Estadio de Silesia              |        |         |

1. ↑  Esta edición se realizó en dos sedes distintas: en París las competiciones masculinas y en Viena las femeninas.
2. ↑  No se realizaron las pruebas de marcha y maratón.

## Medallero histórico
- Actualizado a Roma 2024.

| Núm. | País            | Oro  | Plata | Bronce | Total |
| ---- | --------------- | ---- | ----- | ------ | ----- |
| 1    | Alemania        | 197  | 200   | 184    | 581   |
| 2    | Rusia           | 173  | 166   | 163    | 502   |
| 3    | Reino Unido     | 128  | 95    | 114    | 337   |
| 4    | Francia         | 73   | 74    | 72     | 219   |
| 5    | Polonia         | 58   | 60    | 67     | 185   |
| 6    | Italia          | 54   | 55    | 57     | 166   |
| 7    | España          | 34   | 31    | 41     | 106   |
| 8    | Finlandia       | 34   | 30    | 41     | 105   |
| 9    | Suecia          | 32   | 44    | 40     | 116   |
| 10   | Países Bajos    | 32   | 30    | 26     | 88    |
| 11   | República Checa | 23   | 31    | 38     | 92    |
| 12   | Ucrania         | 23   | 29    | 24     | 76    |
| 13   | Noruega         | 20   | 17    | 20     | 57    |
| 14   | Hungría         | 18   | 23    | 25     | 66    |
| 15   | Portugal        | 17   | 11    | 13     | 41    |
| 16   | Bélgica         | 16   | 15    | 13     | 44    |
| 17   | Grecia          | 16   | 10    | 11     | 37    |
| 18   | Bielorrusia     | 14   | 14    | 11     | 39    |
| 19   | Suiza           | 13   | 16    | 19     | 48    |
| 20   | Bulgaria        | 12   | 16    | 12     | 40    |
| 21   | Turquía         | 12   | 11    | 11     | 34    |
| 22   | Croacia         | 9    | 3     | 3      | 15    |
| 23   | Rumania         | 8    | 22    | 10     | 40    |
| 24   | Serbia          | 8    | 14    | 5      | 27    |
| 25   | Irlanda         | 5    | 9     | 6      | 20    |
| 26   | Dinamarca       | 4    | 6     | 5      | 15    |
| 26   | Estonia         | 4    | 6     | 5      | 15    |
| 28   | Lituania        | 4    | 3     | 5      | 12    |
| 29   | Israel          | 4    | 3     | 4      | 11    |
| 30   | Letonia         | 4    | 3     | 3      | 10    |
| 31   | Austria         | 3    | 2     | 6      | 11    |
| 32   | Eslovenia       | 3    | 2     | 3      | 8     |
| 33   | Islandia        | 3    | 1     | 1      | 5     |
| 34   | Eslovaquia      | 1    | 5     | 0      | 6     |
| 35   | Albania         | 1    | 1     | 0      | 2     |
| 36   | Azerbaiyán      | 0    | 2     | 2      | 4     |
| 37   | Luxemburgo      | 0    | 1     | 0      | 1     |
| 37   | Montenegro      | 0    | 1     | 0      | 1     |
| 39   | Moldavia        | 0    | 0     | 1      | 1     |
|      | TOTAL           | 1060 | 1062  | 1061   | 3183  |

1. ↑  Incluye las medallas obtenidas por la RFA y la RDA entre 1949 y 1990.
2. ↑  Incluye las medallas obtenidas por la URSS y por los denominados «Atletas neutrales autorizados».
3. ↑  Incluye las medallas obtenidas por Checoslovaquia.
4. ↑  Incluye las medallas obtenidas por la RFS de Yugoslavia y la RF de Yugoslavia.